# Brian Redman
Brian Herman Thomas Redman (Colne, Lancashire, 9 de marzo de 1937), más conocido como Brian Redman, es un expiloto de automovilismo de velocidad británico. Sus mayores logros los obtuvo en automóviles deportivos, disciplina en la que ganó las 24 Horas de Daytona de 1970, 1976 y 1981, las 12 Horas de Sebring de 1975 y 1978, y la Targa Florio de 1970. Además, venció en 17 carreras en el Campeonato Mundial de Resistencia, y en el Campeonato IMSA GT consiguió 15 triunfos y el título en 1981.
Corrió en la Fórmula 2 Europea en 1967 y 1968, resultando noveno y cuarto respectivamente. Luego pasó a disputar la Fórmula 1 en 1968 y luego entre 1970 y 1974, donde participó en 12 carreras para los equipos Cooper, Frank Williams Racing Cars, Surtees, McLaren, BRM y Shadow. Sus mejores resultados fueron un tercer puesto en España 1968 y dos quintos en Mónaco 1972 y Alemania 1972. Después fue campeón en la Fórmula 5000 Estadounidense en 1974, 1975 y 1976, y compitió en su sucesor, la CanAm.

## Resultados

### Fórmula 1
(Clave) (negrita indica pole position) (cursiva indica vuelta rápida)

| Año      | Escudería                  | 1       | 2     | 3   | 4       | 5       | 6       | 7         | 8       | 9   | 10  | 11  | 12      | 13  | 14  | 15      | Pos. | Puntos |
| -------- | -------------------------- | ------- | ----- | --- | ------- | ------- | ------- | --------- | ------- | --- | --- | --- | ------- | --- | --- | ------- | ---- | ------ |
| 1967     | Lola Cars                  | RSA     | MON   | NED | BEL     | FRA     | GBR     | GER DNSF2 | CAN     | ITA | USA | MEX |         |     |     |         | NC   | 0      |
| 1968     | Cooper Car Company         | RSA Ret | ESP 3 | MON | BEL Ret | NED INJ | FRA     | GBR       | GER     | ITA | CAN | USA | MEX     |     |     |         | 19.º | 4      |
| 1970     | Frank Williams Racing Cars | RSA     | ESP   | MON | BEL     | NED     | FRA     | GBR DNS   | GER DNQ | AUT | ITA | CAN | USA     | MEX |     |         | NC   | 0      |
| 1971     | Team Surtees               | RSA 7   | ESP   | MON | NED     | FRA     | GBR     | GER       | AUT     | ITA | CAN | USA |         |     |     |         | NC   | 0      |
| 1972     | Yardley Team McLaren       | ARG     | RSA   | ESP | MON 5   | BEL     | FRA 9   | GBR DNP   | GER 5   | AUT | ITA | CAN |         |     |     |         | 14.º | 4      |
| 1972     | Marlboro BRM               |         |       |     |         |         |         |           |         |     |     |     | USA Ret |     |     |         | 14.º | 4      |
| 1973     | Shadow Racing Team         | ARG     | BRA   | RSA | ESP     | BEL     | MON     | SWE       | FRA     | GBR | NED | GER | AUT     | ITA | CAN | USA DSQ | NC   | 0      |
| 1974     | UOP Shadow Racing Team     | ARG     | BRA   | RSA | ESP 7   | BEL 18  | MON Ret | SWE       | NED     | FRA | GBR | GER | AUT     | ITA | CAN | USA     | NC   | 0      |
| Fuentes: |                            |         |       |     |         |         |         |           |         |     |     |     |         |     |     |         |      |        |